# Karl von Mandry
Karl Franz Paul Mandry, später von Mandry,  (* 10. März 1866 in Tübingen; †  25. November 1926 in Heilbronn) war ein deutscher Richter und von 1917 bis 1918 Justizminister des Königreichs Württemberg. 

## Abstammung
Karl Mandry entstammte einer katholischen Familie aus den neuwürttembergischen Gebieten Oberschwabens, die über mehrere Generationen bedeutende Juristen hervorgebracht hatte. Er war der zweite Sohn des Tübinger Juraprofessors Gustav von Mandry.

## Leben
Seine Kindheit und Schulzeit erlebte Karl Mandry in Tübingen, wo er 1884 die Reifeprüfung bestand. Daran schloss sich ein Studium der Rechtswissenschaften an, welches er zum Teil an der Universität Tübingen und zum Teil an der Universität Berlin absolvierte. Die Möglichkeit zum Studium in Berlin ergab sich aus der Mitarbeit seines Vaters bei den Kommissionen zur Ausarbeitung des Bürgerlichen Gesetzbuches, während dessen die Familie von 1884 bis 1889, von 1891 bis 1895 und von 1896 bis 1899 in der Reichshauptstadt wohnte. In den Jahren 1885 bis 1886 diente Karl Mandry als Einjährig-Freiwilliger im Tübinger Bataillon des 7. Württembergischen Infanterieregiments. Danach war er Reserveoffizier im selben Regiment. In Tübingen schloss sich Mandry der Studentenverbindung Igel an. Die beiden Justizdienstprüfungen legte er 1889 und 1892 jeweils sehr erfolgreich ab. Im Jahre 1892 trat er in den württembergischen Justizdienst ein und kam an verschiedenen Orten zu unständiger Verwendung, ehe er 1896 Amtsrichter in Ulm wurde. Im Jahre 1900 kam er als Landrichter nach Heilbronn. 1905 wechselte er in derselben Funktion nach Stuttgart, 1907 nach Ellwangen. 1913 kehrte er als Oberlandesgerichtsrat nach Stuttgart zurück.  Mit dem Ausbruch des Ersten Weltkriegs diente er beim stellvertretenden Generalkommando in Stuttgart. 1915 wurde er in das Staatsministerium einberufen und im Dezember 1916 zum wirklichen Staatsrat befördert. Mit dem Rücktritt des Justizministers Friedrich von Schmidlin ernannte  König Wilhelm II. Mandry am 3. Dezember 1917 zu dessen Nachfolger. Damit trat nach dem Weggang des Innenministers Johann von Pischek wieder ein Katholik in die Regierung Weizsäcker ein. In der kurzen Zeit, die er als Minister dem württembergischen Staatsministerium angehörte, konnte Mandry kaum eigene Akzente setzten. Da ihm die Fortbildung der Juristen und die Ausbildung des juristischen Nachwuchses und der Referendare ein besonderes Anliegen war, kümmerte er sich vornehmlich darum, soweit das in der Spätphase des Kriegs noch möglich war. Am 16. Mai 1918 hielt er im Württembergischen Landtag eine Etatrede, bei der er im Wesentlichen die Pläne seines Amtsvorgängers für einige neue Stellen begründete, die dann von den Ständen gebilligt wurden. Im Zuge der Ereignisse der Novemberrevolution, die zur Bildung des Volksstaates Württemberg führten, trat Mandry am 6. November 1918 von seinem Ministeramt zurück und übernahm im darauffolgenden März 1919 die Geschäfte als Oberamtsrichter in Schorndorf. Nach dem Tod des Oberlandesgerichtspräsidenten, des Staatsrates Karl von Cronmüller, trat er als dessen Nachfolger an die Spitze des obersten württembergischen Gerichts, des Oberlandesgerichts in Stuttgart, und übernahm den Vorsitz des ersten Zivilsenats. In dieser Position war er auch Vorsitzender des Württembergischen Staatsgerichtshofs.
Karl von Mandry heiratete 1895 in Ravensburg Elisabeth Mezler. Sie war die Tochter eines Richters. Aus der Ehe gingen drei Söhne hervor. Mandry starb an den Folgen einer Operation im Krankenhaus in Heilbronn in der Behandlung durch seinen Bruder Gustav Mandry nach kurzer Krankheit, die seine Tätigkeit als württembergischer Oberlandesgerichtspräsident unerwartet beendet hatte.

## Ehrungen
- Ritter des Ordens der Württembergischen Krone. Damit war der personengebundene Adelsstand verbunden.
- Dr. jur. h. c.